# Малаев, Фёдор Петрович
Фёдор Петрович Малаев (1902—1982) — советский живописец, монументалист, иллюстратор, заслуженный художник РСФСР (1977). Дипломант МОСХ РСФСР.

## Биография
Родился в 1902 году в Мариуполе. Учился на рабфаке искусств в Москве (1921—1923). С 1927 года участвовал во всесоюзных и зарубежных выставках, в том числе АХР и ОМАХР, был членом РАПХ (Российская ассоциация пролетарских художников) в период 1931—1932. В 1930 году окончил монументальное отделение живописного факультета (ВХУТЕМАСа), где учился у П. Кузнецова, К. Истомина, В. Фаворского, Н. Чернышова.
Автор жанровых картин, пейзажей, натюрмортов. Участник выставок с 1927 года.
Учился в аспирантуре Ленинградского художественного института имени И. Е. Репина (1930—1932).
Автор агитационных плакатов среди которых известен: «Культурная революция в национальных республиках» (1930).
Участник выставок ОМАХР, АХР, всесоюзных и заграничных. Некоторое время работал в Третьяковской галерее. Совершал множество творческих поездок, в Европу, страны Средней Азии и на Кубань. От монументальных произведений перешел к станковой живописи и графике, писал пейзажи, портреты, натюрморты и жанровые картины.
Основные произведения: «Производственное совещание» (1934), «Рапорт народа» (1949), «Поднятая целина» (1954), «Летят самолеты» (1950), «Клятва юных Герцена и Огарева на Воробьевых горах» (1957), «Клятва краснодонцев» (Молодая гвардия)(1967), «Бригадир» (1964—1972)..
В 1937 году был репрессирован и осужден на 5 лет лагерей. Проходил по групповому делу московских художников. Осуждён на пять лет исправительно-трудовых лагерей (ИТЛ). Срок отбывал в Соликамском ИТЛ.
После заключения участвовал в Великой Отечественной войне, служил минометчиком, в результате чего у художника развилась глухота.
Женой Малаева была художница Ариадна Соломоновна Магидсон, вместе с которой он похоронен на Новодевичьем кладбище в Москве.

## Иллюстрации
- Грязнов, Иннокентий Петрович. «Начальник змей». Обложка и рис. Ф. Малаева и Н. Коротковой. — [Москва; Ленинград] : Молодая гвардия, 1929 — 32 с. : ил. (Рассказы о народах СССР).
- Бутковский, Георгий Александрович. «Осада». Обложка и ил.: Малаев. — [Москва] : Молодая гвардия, 1933. 358 стр.

## Музеи
Живописные и графические произведения Ф. П. Малаева находятся в музеях:
- «Государственная Третьяковская галерея»
- "Государственный музейно-выставочный центр «РОСИЗО»
- Государственный музей искусств Республики Каракалпакстан имени И. В. Савицкого (Узбекистан)
- Саратовской государственный художественный музей имени А. Н. Радищева
- «Государственный центральный музей современной истории России»
- Государственный музей изобразительных искусств Республики Татарстан
- Музей современной истории в Москве
- «Калужский музей изобразительных искусств»
- «Челябинский государственный музей изобразительных искусств»
- «Курганский областной художественный музей им. Г. А. Травникова»
- Музейно-выставочный центр «Путевой дворец»
- Музей современной истории в Москве
- Государственное музейное объединение «Художественная культура Русского Севера» (Архангельск)

## Выставки
- 1932 Художники РСФСР за XV лет. Живопись, графика, скульптура.
- 1936 Художники — героям Испании. Выставка живописи московских художников
- Выставки советского изобразительного искусства : Справочник. Т. 1. — М., 1965. — стр. 492
- Выставки советского изобразительного искусства : Справочник. Т. 2. — М., 1967. — стр. 504
- Выставки советского изобразительного искусства : Справочник. Т. 3. — М., 1973. — стр. 476
- Выставки советского изобразительного искусства : Справочник. Т. 4. — М., 1975. — стр. 618
- Выставки советского изобразительного искусства : Справочник. Т. 5. — М., 1981. — стр. 796.
- Персональная выставка. Москва 1973.